# KU Leuven
KU Leuven là một viện đại học tại thành phố Leuven, thuộc tỉnh Vlaams-Brabant ở vùng Flanders của Bỉ. Viện đại học này tổ chức giảng dạy, nghiên cứu, và phục vụ cho các ngành khoa học tự nhiên, kỹ thuật, nhân văn, y khoa, luật, kinh doanh, và khoa học xã hội.
Tên đầy đủ của KU Leuven là Katholieke Universiteit Leuven, trong khi tên chính thức là Katholieke Universiteit te Leuven, có nghĩa là Đại học Công giáo xứ Leuven. Tên "KU Leuven" là tên được sử dụng thông thường nhất, trên các trang web cũng như các văn bản chính thức. Mặc dù có nguồn gốc Công giáo, KU Leuven hoạt động độc lập với Giáo hội, và chào đón sinh viên với các tín ngưỡng và quan niệm sống đa dạng.
KU Leuven là viện đại học lớn nhất tại các quốc gia Vùng Thấp. Trong năm học 2017–18, hơn 58.000 sinh viên theo học tại KU Leuven. Ngôn ngữ giảng dạy tại đây là tiếng Hà Lan, tuy nhiên vẫn có một số chương trình được giảng dạy bằng tiếng Anh, đặc biệt là những chương trình sau đại học.

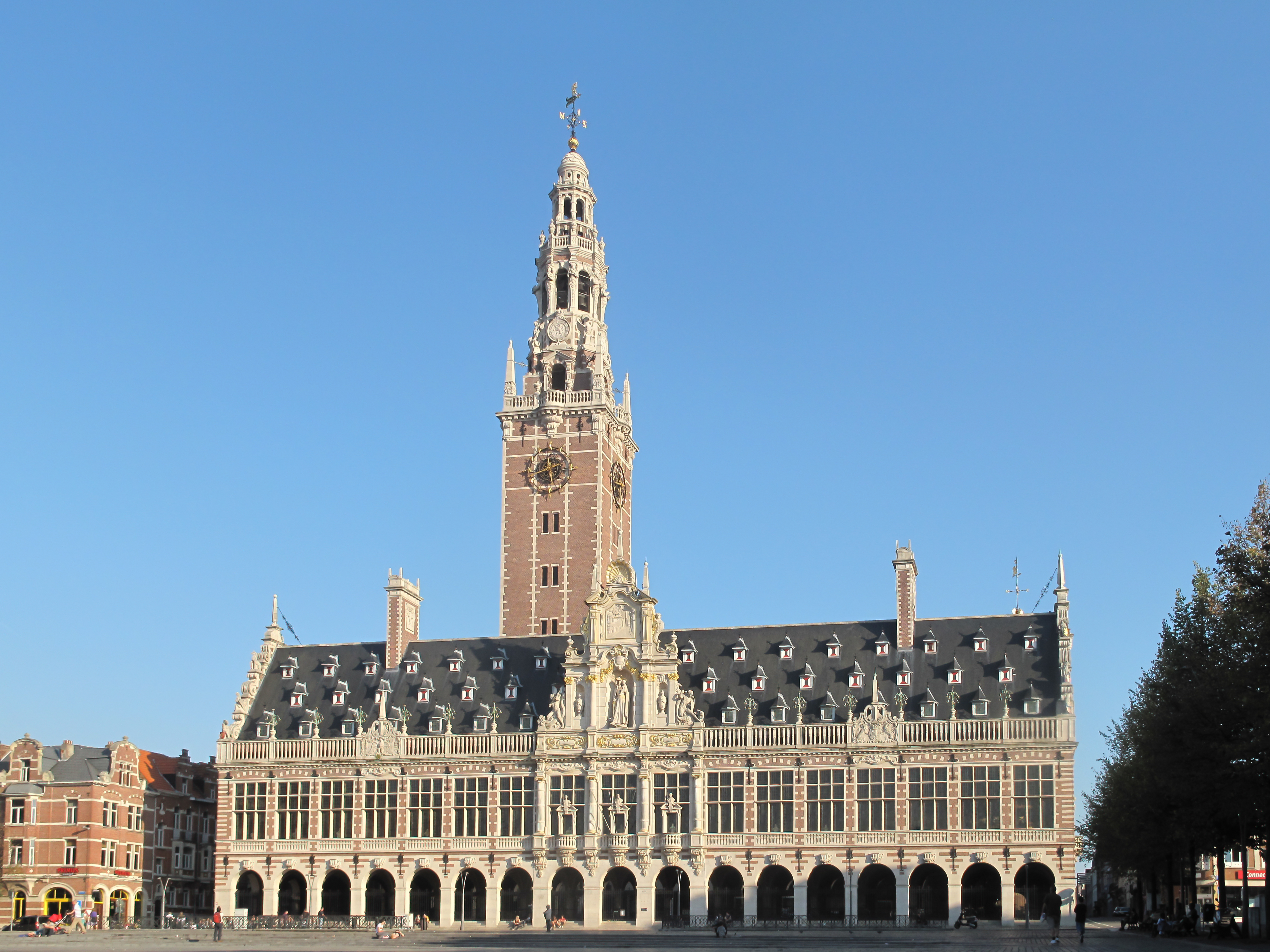
Thư viện trung tâm của KU Leuven, được tu sửa sau trận hỏa hoạn năm 1940.

KU Leuven liên tục được xếp hạng trong Top 100 đại học trên thế giới bởi những tổ chức xếp hạng quen thuộc. Tính đến năm 2023, KU Leuven xếp hạng 42 trong bảng xếp hạng của Times Higher Education, thứ 61 theo bảng xếp hạng QS World University Rankings. Trong vòng 4 năm liên tiếp từ 2016 tới 2019, KU Leuven được Reuters xếp hạng 1 trong danh sách Đại học có tính sáng kiến nhất châu Âu và hạng 7 toàn thế giới. 